# Импакт (Тексас)
Импакт (енгл. Impact) град је у америчкој савезној држави Тексас. По попису становништва из 2010. у њему је живело 35 становника.

## Демографија
Према попису становништва из 2010. у граду је живело 35 становника, што је 4 (10,3%) становника мање него 2000. године.
| Група             | 2000.      | 2010.      |
| Белци             | 13 (33,3%) | 10 (28,6%) |
| Афроамериканци    | 3 (7,7%)   | 0 (0,0%)   |
| Азијати           | 0 (0,0%)   | 0 (0,0%)   |
| Хиспаноамериканци | 25 (64,1%) | 25 (71,4%) |
| Укупно            | 39         | 35         |